# Zoran Terzić
Zoran Terzić (in serbo Зоран Терзић?, Zoran Terzić; Belgrado, 9 luglio 1966) è un allenatore di pallavolo ed ex pallavolista serbo, tecnico della Dinamo-Ak Bars e commissario tecnico della Serbia.

## Carriera

### Club
Pallavolista nel settore giovanile della Stella Rossa dal 1979 al 1986, conclude la propria carriera di giocatore per dedicarsi allo studio, laureandosi infine nel 1998. Nel frattempo, sotto la spinta dell'ex selezionatore della Jugoslavia Drago Tomić, si avvicina all'attività di tecnico, affiancando quindi il tecnico dell’IMT Belgrado Goran Nešić; nel 1996 esordisce come capo allenatore, guidando per due stagioni la formazione giovanile maschile della Stella Rossa.
Nel 1998, il presidente della Stella Rossa Aleksandar Boričić lo convince a passare alla guida della formazione maggiore femminile; con la formazione di Belgrado conquista tre titoli nazionali, interrompendo il dominio dello Jedinstvo Užice, e la Coppa di Jugoslavia 2002; termina l'esperienza alla guida della formazione serba nel 2005.
Per l'annata 2006-07 si trasferisce nella Divizia A1 rumena, dove guida il Metal Galați: in quattro stagioni si aggiudica altrettanti titoli nazionali e tre Coppe di Romania.
Nel dicembre 2010, dopo aver iniziato la stagione 2010-11 senza incarichi in squadre di club, viene chiamato dalla Sirio Perugia per sostituire Claudio Cesar Cuello in Serie A1 italiana.
Nell'annata seguente torna nuovamente nel massimo campionato rumeno, ingaggiato stavolta dalla Dinamo Bucarest con cui ottiene la vittoria della Coppa di Romania; passa quindi per la stagione 2012-13 in Russia, disputando la Superliga alla guida dell'Omička; in tre annate si aggiudica due Coppe della Siberia e dell'Estremo Oriente.
Dal gennaio 2016, dopo qualche mese di inattività a livello di club, viene richiamato per la terza volta in Romania per i mesi finali della stagione 2015-16; sulla panchina del Târgoviște conquista la propria quinta Coppa di Romania.
Per la stagione 2016-2017 si trasferisce nella Lega Nazionale A Svizzera, accordandosi con il Volero Zurigo con cui fa en plein in campo nazionale, aggiudicandosi Supercoppa, Coppa di Svizzera e campionato.
Fa quindi nuovamente ritorno nel massimo campionato russo per l'annata 2017-18, ingaggiato dalla Dinamo Mosca con cui ottiene la vittoria in Supercoppa e in campionato, prima di accettare la proposta del Fenerbahçe trasferendosi quindi in Turchia per l'annata seguente: con le giallo-blu, in un quinquennio, si aggiudica una Supercoppa turca e uno scudetto. Per il campionato 2023-24 fa ritorno nella Superliga russa, questa volta alla guida della Dinamo-Ak Bars, che conduce alla vittoria del campionato.

### Nazionale
Nel 2002 viene nominato Commissario tecnico della Jugoslavia, che l'anno successivo cambierà denominazione in Serbia e Montenegro; ricopre quindi l'incarico di allenatore della Serbia dal 2006, anno della scissione fra quest'ultima ed il Montenegro.
Alla guida della selezione serba si aggiudica l'argento olimpico a Rio de Janeiro 2016, il titolo mondiale nel 2018 e il bronzo nell'edizione 2006, due titoli europei, un argento e un bronzo continentali, tre terzi posti al World Grand Prix e un secondo posto alla Coppa del Mondo 2015; conquista inoltre le prime tre edizioni della European League e il terzo posto nell'edizione 2012, oltre all'argento all'Universiade 2009; a livello personale viene premiato dalla CEV come miglior allenatore europeo di formazioni femminili nel 2018 e nel 2021.
Nel gennaio 2022 la Federazione pallavolistica della Serbia comunica il termine del rapporto con il tecnico, che nel maggio successivo viene nominato nuovo commissario tecnico della Russia.
Nell'ottobre del 2024 viene annunciato il suo ritorno sulla panchina della nazionale serba.

## Palmarès

### Club
- Campionato serbo-montenegrino: 3

2001-02, 2002-03, 2003-04
- Campionato rumeno: 4

2006-07, 2007-08, 2008-09, 2009-10
- Campionato svizzero: 1

2016-17
- Campionato russo: 2

2017-18, 2023-24
- Campionato turco: 1

2022-23
- Coppa di Serbia e Montenegro: 1

2002
- Coppa di Romania: 5

2006-07, 2007-08, 2008-09, 2011-12, 2015-16
- Coppa di Svizzera: 1

2016-17
- / Coppa della Siberia e dell'Estremo Oriente: 2

2013, 2014
- Supercoppa svizzera: 1

2016
- Supercoppa russa: 2

2017, 2024
- Supercoppa turca: 1

2022

### Nazionale (competizioni minori)
- European League 2009
- European League 2010
- European League 2011
- European League 2012
- Universiade 2009

### Premi individuali
- 2018 - CEV: Allenatore dell'anno di squadra femminile
- 2021 - CEV: Allenatore dell'anno di squadra femminile